# Ларрі Маллінс
Лоуренс Едвард Маллінс (англ. Lawrence Edward Mullins), також відомий як Тобі Дамміт (Toby Dammit), народився 13 грудня 1966 року в Ноксвіллі, Теннессі — американський музикант, продюсер і композитор.
Ларрі Маллінс мультиінструменталіст (головним чином барабани, перкусія та клавішні). Він найбільш відомий, як учасник гуртів Nick Cave and the Bad Seeds, Swans, а також як колишній учасник гурту The Stooges та інших втілень гуртів Іггі Попа. Він також багато працював над музикою для фільмів і телебачення, а також виконав роль у німецькому кабельному серіалі Babylon Berlin.

## Музична кар'єра
Ларрі Маллінс грав на барабанах у гурті Іггі Попа з 1990 по 1999 рік, записавши три альбоми та працював над музикою для фільмів. У 2011 році він приєднався до гурту The Stooges в Англії та залишався їх концертним барабанщиком до їх останнього виступу в 2013 році.
Маллінс приєднався до гурту Swans у 1995 році та продовжив співпрацю з фронтменом гурту Swans, Майклом Гірою (Michael Gira) в гурті Angels of Light у 2001 році. Він знову приєднався до Swans у 2019 році для запису їхнього альбому Leaving Meaning і залишається учасником з 2018 по 2023 рік.
Перкусія Ларрі Маллінса прозвучала в музиці до фільму Джонні Деппа, The Brave, 1997 року, де Ларрі згадується в титрах, як Lawrence Mullins. Він написав музику, а також зіграв екранну роль барабанщика біг-бенду Віллі Шуріке (Willy Schuricke) у серіалі режисера Тома Тиквера (Tom Tykwer) Babylon Berlin.
у 2020 році були надруковані ноти оригінальної музичної композиції Ларрі Маллінса до серіалу Babylon Berlin.
У 2021 році Анна Кальві (Anna Calvi) випустила мініальбом з чотирьох пісень, записаних спеціально для кабельного серіалу Peaky Blinders, 2022 року. У цьому альбомі Маллінс зіграв на барабанах.
У 2015 році Маллінс почав виступати наживо як клавішник з Nick Cave and the Bad Seeds  і продовжив виступи з ними під час їхнього світового туру на підтримку  альбому Skeleton Tree.
Тур для альбому був задокументований у фільмі Distant Sky: Live in Copenhagen.
У жовтні 2018 році він став концертним барабанщиком гурту Nick Cave and the Bad Seeds.
Маллінс грав на барабанах у європейському турі гурту, Ghosteen у 2022 році, а згодом приєднався до Ніка Кейва та Уоррена Елліса під час туру Carnage Австралією.

## Твори (вибрані)
Соло
- Top Dollar (2001)

Музика до фільмів
- Apple Jack (2006)

Співпраця
- Karny Sutra — with Luther Hawkins (2003)
- Morphosa Harmonia — with Thomas Wydler (2004)

Як продюсер
- Bee and Flower — Last Sight Of Land (2007)
- Mell (French singer) — Western Spaghetti (2010)
- The Lightnin 3 — Morning, Noon & Night (2012)
- James Eleganz — The Only One (2019)
- James Eleganz — Hotel Augusta (2022)

Разом з видатними музикантами
- Iggy Pop — American Caesar (1993)
- Iggy Pop — Naughty Little Doggie (1996)
- Iggy Pop — Avenue B (1999)
- Iggy and The Stooges — Ready to Die (2013)
- Swans — Die Tür ist zu (1996)
- Swans — Soundtracks For The Blind (1996)
- Swans — Swans Are Dead (1997)
- Swans — Leaving Meaning (2019)
- Swans — The Beggar (2023)
- Paul Personne — Patchwork Electrique (2000)
- Stephan Eicher — Taxi Europa (2003)
- Stephan Eicher — L’Envolée (2012)
- Stephan Eicher — Eldorado (2007)
- Arno — Jus de box (2007)
- Rufus Wainwright — Release The Stars (2007)
- Zaz — Zaz (2010)
- Raphaël Haroche — Pacific 231 (2010)
- Raphaël Haroche — Anticyclone (2017)
- Meret Becker — Deins & Done (2014)
- Miguel Bosé — Amo (2014)
- Shakespears Sister — Ride Again (2019)

Участь у записі саундтреку
- Freddy's Dead: The Final Nightmare (1991)
- Iggy Pop: Kiss My Blood: Live at The Olympia, Paris (1991)
- The Crow: City of Angels (1996)
- The Brave (1997)
- The Residents: Icky Flix (2001)
- Monsieur N. (2002)
- Coffee and Cigarettes (2003)
- The Residents: Demons Dance Alone (2003)
- The Residents Play Wormwood (2005)
- End of Watch (2012)
- Dead Man Down (2013)
- The Parisian Bitch, Princess of Hearts (2015)
- Babylon Berlin (2018)
- Nick Cave and the Bad Seeds: Distant Sky: Live in Copenhagen (2018)
- Where Does a Body End? (2020)
- Peaky Blinders: (Season 6, 2022)

Публікації
- 1001 Nights: Willy Schuricke's Legendary Drum Solo as Performed in "Babylon Berlin" (sheet music, 2020)